# Pinus wangii
Pinus wangii är en tallväxtart som beskrevs av H. H. Hu och Wan Chun Cheng. Pinus wangii ingår i släktet tallar, och familjen tallväxter. IUCN kategoriserar arten globalt som starkt hotad. Inga underarter finns listade i Catalogue of Life.

## Bildgalleri

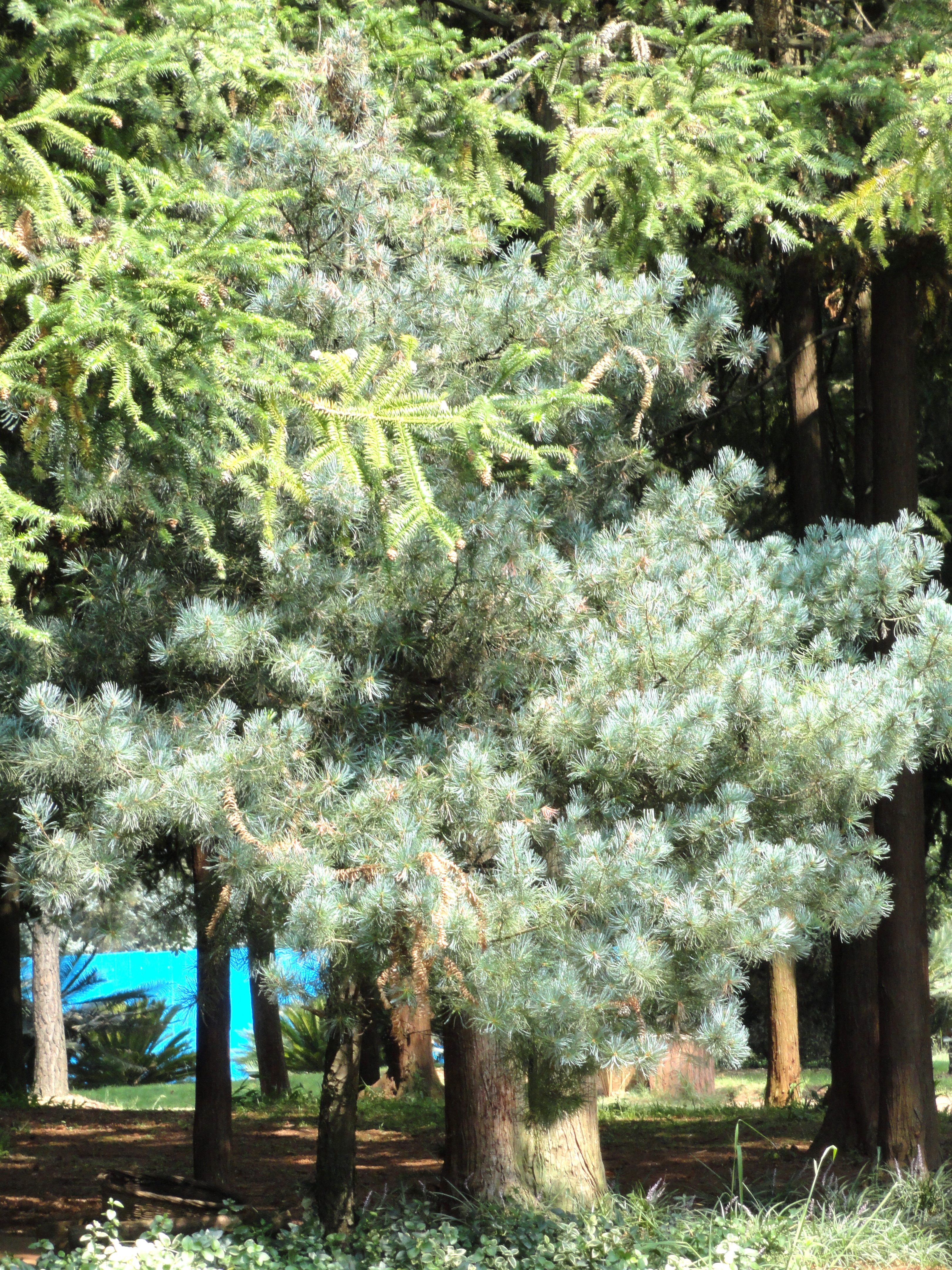
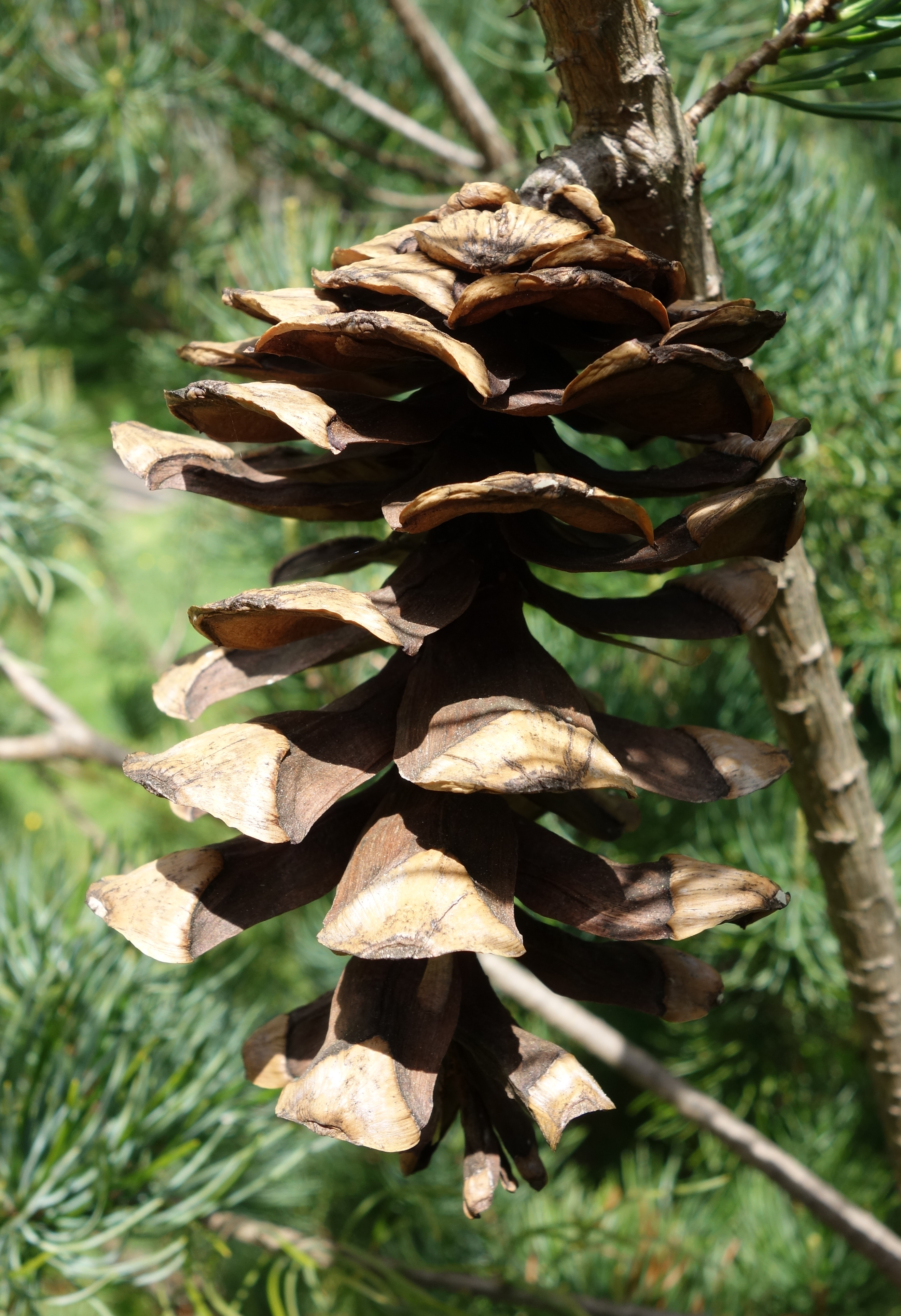
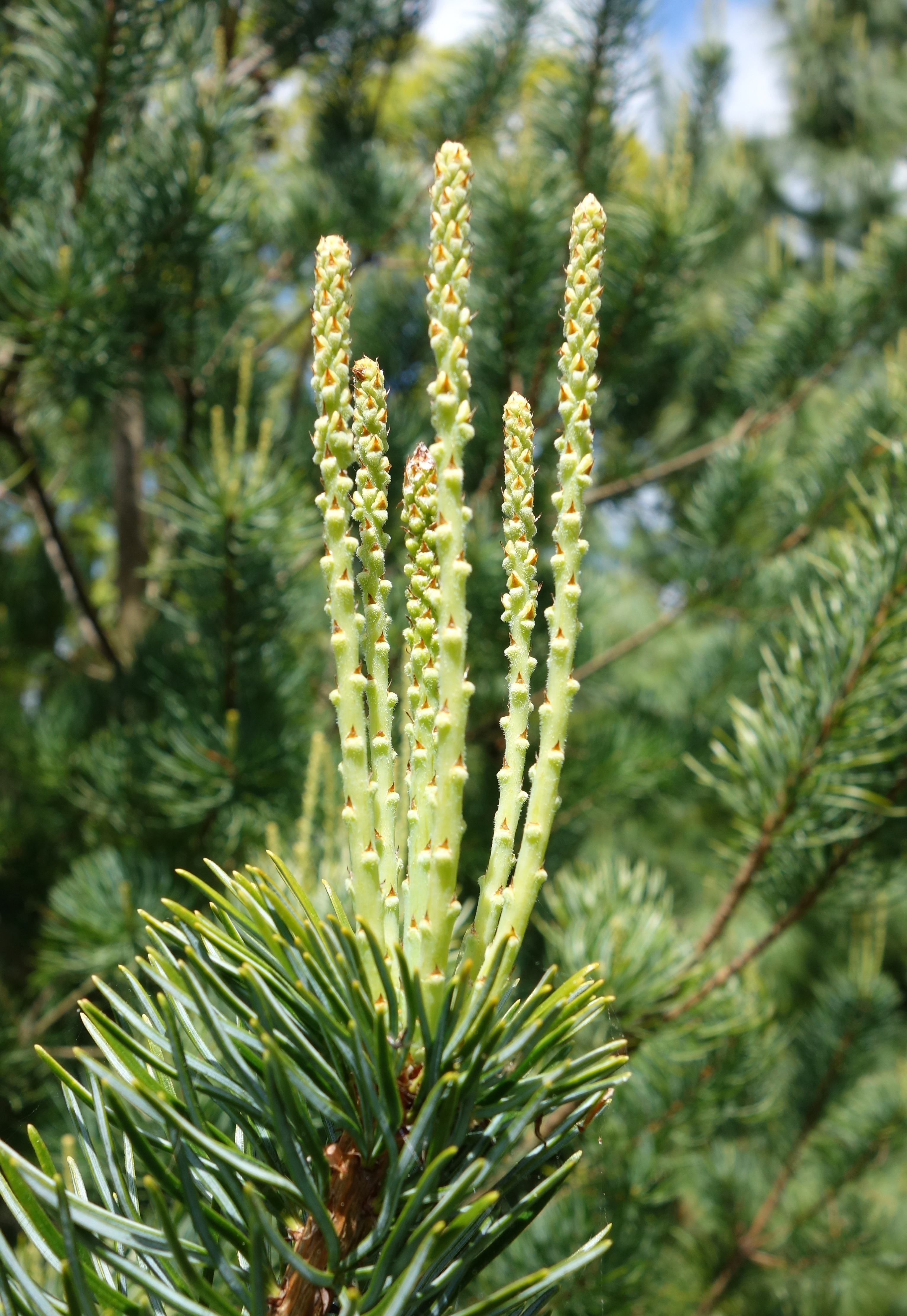
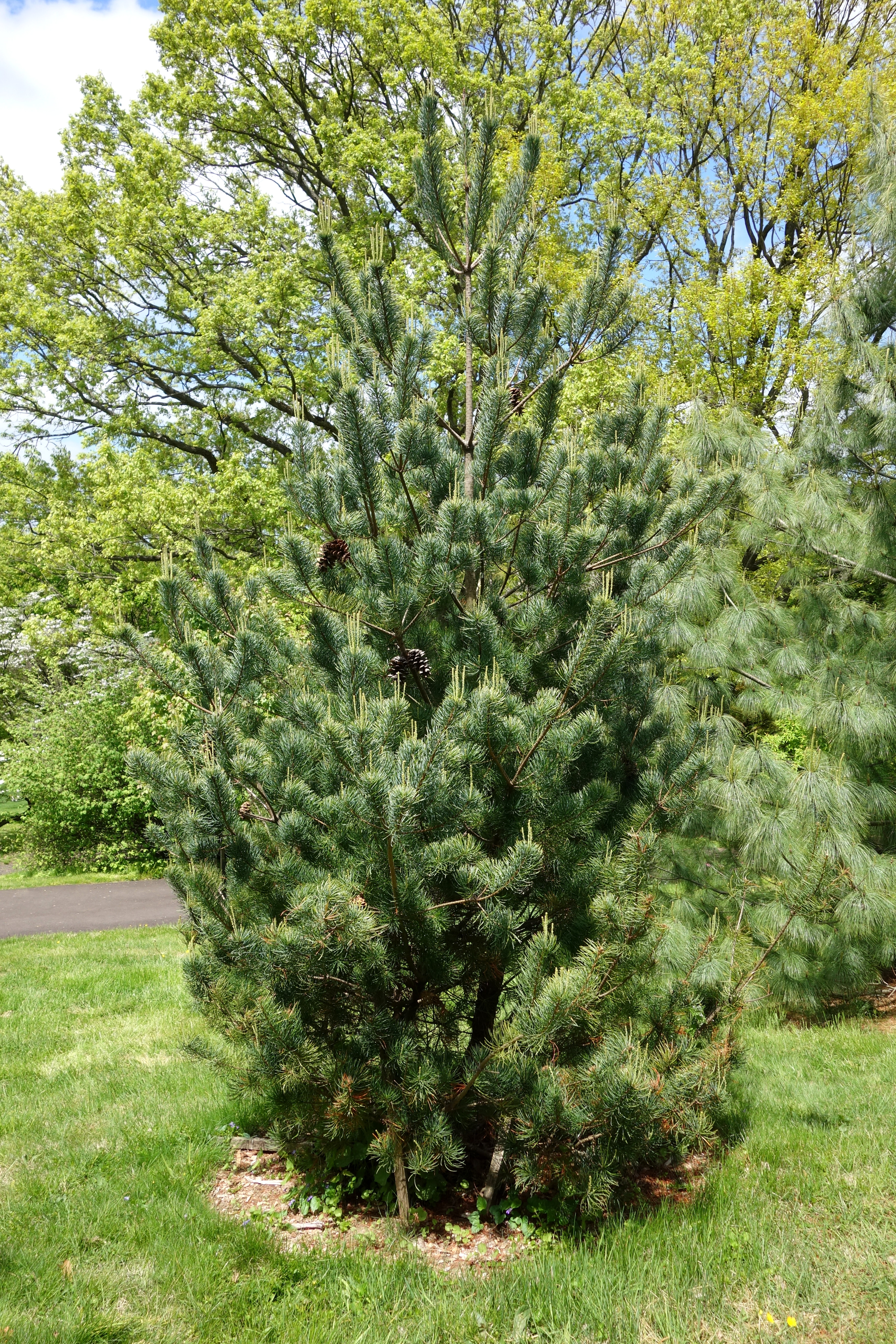
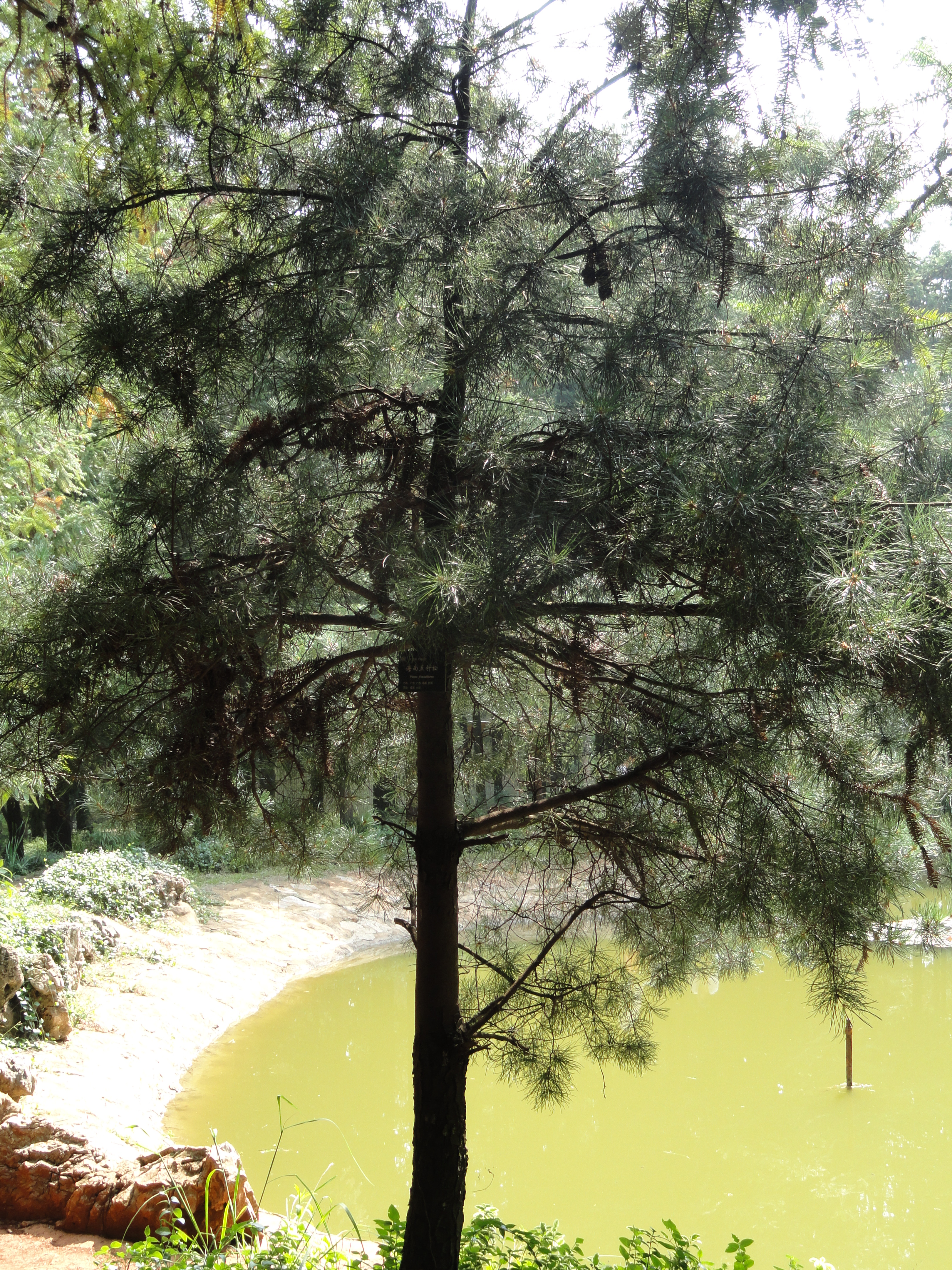